# Каналето
Вижте пояснителната страница за други личности с името Каналето.
Джовани Антонио Канал (на италиански: Giovanni Antonio Canal), познат под името Каналето, е художник от Венеция, известен предимно със своите пейзажи от родния си град. Те са били като пощенски картички за онези, които са могли да си го позволят. Каналето е син на художника Бернардо Канал, откъдето идва умалителното му име.
Каналето учи рисуване в ателието на баща си, който изработва декори за театрални представления. Прочува се с картините си от Венеция. Те се отличават със своя много точен и винаги богат на детайли рисунък. За това той често използва камера обскура, подпомаган от своя племенник Бернардо Белото, който по-късно също използва артистичното име Каналето.
Основни клиенти на Каналето са английските туристи, предприели т. нар. Гранд Тур (Grand Tour – „Голямо пътешествие“) – пътуване из Европа с познавателна цел. Един от най-големите меценати на Каналето е английският консул във Венеция Джоузеф Смит, който самият е колекционер и намира клиенти-англичани за голяма част от картините му. След избухването на Войната за австрийското наследство потокът от туристи намалява и поръчките на художника рязко спадат. Той заминава за Англия, след като научава за условията на живот там от Джакопо Амигони (1675-1752), работил като художник на острова в продължение на много години. Живее там 10 години и картините му стават по-тъмни, като че ли в унисон с по-облачното небе над острова. Те започват да страдат от спад в качеството, повторяемост на сюжета и известна механичност, затова художникът не намира на острова признание, съпоставимо с това в родината му.
Последните 10 години от живота си той се връща отново във Венеция, като пренася със себе си типичния за английския пейзаж по-сив, по-тъмен тон в творбите си. През 1763 г. е избран за член на Академията във Венеция. Каналето продължава да рисува до смъртта си през 1768 г.